# MAJ Alan "Dutch" Schaefer
Alan Schaefer bedre kendt som Dutch er en fiktiv karakter, der optræder i filmen Predator fra 1987. 
Han er elite veteran leder af et hold kommandosoldater, der i filmen Predator, drager ud på en redningsmission i Mellemamerikas jungle. Her støder de på den teknologsisk og fysisk overlegne Predator, der dræber hele holdet undtagen Dutch. 
Han var desuden i tjeneste i Vietnam sammen med sin partner Dillon (fra kommandoholdet) i Slaget om Hue i 1968, der var det blodigste og længste slag i Vietnamkrigen.